# Chrysotrichia margemiring
Chrysotrichia margemiring är en nattsländeart som beskrevs av Wells och Malicky 1997. Chrysotrichia margemiring ingår i släktet Chrysotrichia och familjen smånattsländor. Inga underarter finns listade i Catalogue of Life.